# L'art de la flûte de pan andine
L'art de la flûte de pan andine es un disco recopilatorio de Los Calchakis, editado en 2003 con el sello francés ARION.

## Lista de canciones
| Tema musical             | Recogido en el disco:                         |
| ------------------------ | --------------------------------------------- |
| Zumampa                  | Mystere des Andes 1971                        |
| Tema boliviano           | Prestige de la musique latino-americaine 1987 |
| Puñal escondido          | inédito                                       |
| La mariposa              | Entre vallees et montagnes 1989               |
| Gracias a la vida        | Pueblos del Sur 1983                          |
| Diablo bailarín          | Au pays de la diablada 1979                   |
| Rostro de cobre          | Le chant des poètes révoltés / Vol 1 1974     |
| Campanas a Mauro Núñez   | Les flutes de l'Empire Inca 1975              |
| Kalahuayo yuyay          | Prestige de la musique latino-americaine 1987 |
| Santiago de chuco        | Mystere des Andes 1971                        |
| Soles y lunas            | Himno al Sol 1980                             |
| Sol nocturno             | Himno al Sol 1980                             |
| Selvas doradas           | Cantata Eldorado 1992                         |
| Soy pan, soy agua        | Raíces africanas 1984                         |
| Ramón                    | Au pays de la diablada 1979                   |
| Mi antarita              | Les Calchakis en scene 1972                   |
| Sierras peruanas         | Sous le soleil sud-americain 1990             |
| Cachullapi de brujas     | Pueblos del Sur 1983                          |
| Réquiem para un afilador | Cantata Mundo Nuevo 1977                      |
| Mis recuerdos            | Les flutes de l'Empire Inca 1975              |